# Biscutella
Genre
Classification phylogénétique
Biscutella (les biscutelles en français) est un genre végétal de la famille des Brassicaceae. 

## Liste des espèces et sous-espèces
Selon NCBI (8 nov. 2016) :
- Biscutella auriculata
- Biscutella brevicaulis
- Biscutella cichoriifolia
- Biscutella didyma
- Biscutella laevigata
  - Biscutella laevigata subsp. austriaca
  - Biscutella laevigata subsp. laevigata
  - Biscutella laevigata subsp. lucida
  - Biscutella laevigata subsp. varia
- Biscutella neustriaca
- Biscutella prealpina
- Biscutella vincentina

Selon BioLib (8 nov. 2016) et selon Tela Botanica, bien d'autres espèces sont listées.

## Plante hôte
Les chenilles des papillons de jour suivants se nourrissent de biscutelle : 
- l'Aurore de Provence (Anthocharis  euphenoides),
- la Piéride du Simplon (Euchloe simplonia),
- le Marbré de Cramer (Euchloe crameri),
- le Marbré oriental (Euchloe ausonia),
- le Marbré de Lusitanie (Euchloe tagis).